# Echinorhiniformes
Echinorhiniformes zijn een haaienorde van de klasse kraakbeenvissen. Er is één familie binnen deze orde.

## Taxonomie
De volgende familie is bij de orde ingedeeld:
- Echinorhinidae Gill, 1862

Bakerhaaien (Orectolobiformes) · Doornhaaiachtigen (Squaliformes) · Echinorhiniformes · Grauwe haaien (Hexanchiformes) · Makreelhaaien (Lamniformes) · Grondhaaien (Carcharhiniformes) · Zee-engelen (Squatiniformes) · Varkenshaaien (Heterodontiformes) · Zaaghaaien (Pristiophoriformes)